# Hanns Nöth
Hanns Nöth (* 8. Oktober 1935 in München; † 5. Februar 2023) war ein deutscher Verwaltungsjurist.

## Leben
Nöth studierte Rechtswissenschaften an den Universitäten Würzburg und München. 1956 wurde er Mitglied der katholischen Studentenverbindung KDStV Gothia Würzburg im CV, aus der er nach 1991 ausschied. 1970 Parallel zu seiner Referendarzeit studierte er an der Hochschule für Verwaltungswissenschaften in Speyer. 1965 absolvierte er sein Zweites juristisches Staatsexamen. 
Anschließend war er im Bayerisches Staatsministerium des Innern, der Regierung von Schwaben und dem Landratsamt Regen tätig. Am 1. Juli 1969 über nahm die Leitung der Abteilung Parlamentarischen Dienste. Nachdem Landtagsdirektor Harry A. Kremer am 1. November 1994 in Ruhestand trat, folgte er diesem im Amt nach. Am 1. Dezember 1997 ging er in den Ruhestand.